# Quasi-Zenith Satellite System

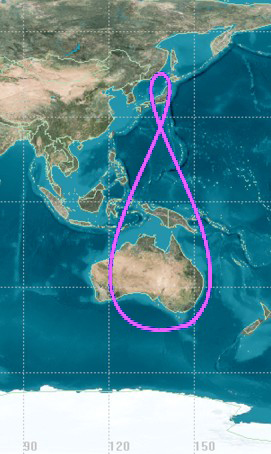
Órbita dos satélites do QZSS

Animação do QZSS

o Quasi-Zenith Satellite System (QZSS) é um sistema de três satélites proposto ao Global Positioning System, que poderá ser operacional no Japão. O primeiro satélite Michibiki foi lançado em 11 de setembro de 2010. É esperado que o sistema obtenha um estado completamente operacional até 2013.
O sistema foi autorizado pelo governo japonês em 2002.